# Katolički školski centar Konjic
Katolički školski centar Konjic, katolička školska ustanova koja se nalazi u gradu Konjicu u Hercegovini, BiH. 

## Povijest
Od 1994. godine Katolička Crkva otvorila je otvara nove katoličke školske centre u sastavu kojih djeluju različite škole, u Sarajevu, Travniku, Tuzli, Zenici, Žepču, Konjicu, Banjoj Luci i Bišću. Pohađaju ih ponajviše djeca katoličke vjeroispovijesti ali su, kao i nekadašnje katoličke obrazovne ustanove, otvorene za sve učenike bez razlike na vjeroispovijest i nacionalnu pripadnost.
Ova škola otvorena je u rujnu 1997. godine na izričitu želju i zamolbu prognanih i izbjeglih Hrvata iz općine Konjic (njih oko 11.000). Škola je otvorena s nakanom da se lakše odvija proces povratka kako bi implementacija Daytonskog sporazuma u ovom segmentu pokazala primjer ostalim gradovima Federacije Bosne i Hercegovine. Ujedno, ova škola, kao i još neke institucije, trebale su potvrditi činjenicu da je grad Konjic postao otvorenim gradom za sve one koji žele ostvariti svoje pravo povratka.
Iako je Konjic otvoren grad, neki su u gradu svojim postupcima zatvarali vrata ovoga grada. Škola je samo u govorima čelnika vladajućih stranaka i politike, postala s jedne strane zaštitnim znakom otvorenog grada Konjica, dok im je s druge strane trn u oku i nastoje na sve moguće načine da ova škola doživi svoj fijasko. Na žalost to je istina koja se više puta očitovala kako riječima tako i djelima.
Razgovorom s ondašnjim načelnikom općine Konjic Almirom Alikadićem koji je podržao ovu ideju i odobrio otvaranje Katoličkog školskog centra u Konjicu (Ur. br: 01-012-124/97. od 03. 07. 1997. godine), KŠC-u dopušteno je i korištenje prostorija I. osnovne škole "3 mart" gdje su se nalazili dok ne naprave svoj objekt. Od navedene škole dobili su 4 male učionice, 4 velike učionice i tri podrumske prostorije koje su sami renovirali i osposobili za izvođenje nastave; prostor obuhvaća 577 m2. Sve to nije zadovoljavalo sve uvjete koje jedna škola treba imati. Ali, toliko su prostora dobili i s tim su se u KŠC pomirili kao i s činjenicom da je to privremeno rješenje. Od načelnika Almira Alikadaća nisu pismeno dobili rješenje korištenja prostora, nego samo usmeni pristanak, o čemu je bio izvješten i direktor Prve osnovne škole gospodin Osman Jelovac, a da nije s tim bio upoznat, sigurno ne bi dopustio ulazak u navedeni prostor škole. Problem s kojim se od 24. listopada 1997. godine je što je direktor te škole tražio i plaćanje troškova prostora. U KŠC-u su se obvezali snositi troškove režija, ali ne i troškova korištenja prostora. Dobivali su mnoge zahtjeve kao i prijetnje da će morati napustiti prostor ako ne ispoštuju plaćanje prostora. U ljeto 1998. godine na ulaznim školskim vratima bila je promijenjena i brava, tako da osoblje i učenici nisu mogli ući u školu, što je ogorčilo djelatnike, jer su i oni za ovaj objekt izdvajali novčana sredstva i svojim radom ga radili i u njega ugradili dio svoga života. Sada se od njih i njihove djece traži da plaćaju privremeno korištenje prostora koje bi i bez nazočnosti KŠC-a bilo neiskorišteno.
Županijsko Ministarstvo za prosvjetu, šport i kulturu do 17. veljače 1999. još uvijek nije bilo verificiralo KŠC, unatoč višekratnim obraćanima ministarstvu. Preko ove škole se muslimanske gradske vlasti hvale kad im je potrebno dokazati demokratičnost i otvorenost. No preko škole su se lomila politička koplja. Na konto ove škole otvoreni grad Konjic od Europske Zajednice dobio je mnoga novčana sredstva, od kojih u KŠC-u nisu imali nikakve koristi. Iz KŠC-a su bili prisiljeni iz svojih izvora financirati školu bez koje Hrvati ne samo da se neće vratiti, nego će i oni koji su tijekom rata ostali biti prisiljeni na odlazak a oni koji su planirali doći neće uopće ostvariti svoj povratak. Učenici su se suočili i s diskriminacijom, jer jedini u cijeloj Federaciji Bosne i Hercegovine i šire, ostali su bez prava na besplatan prijevoz javnog gradskog prijevoza.
1999. je školu pohađalo 59 učenika od I.-VIII. razreda osnovne škole, a u školi je zaposleno 22 djelatnika. Bio je otvoren svim zainteresiranim kandidatima, bez obzira na vjersku opredijeljenost ili nacionalnu pripadnost. O teškoćama je amjeniku Visokog predstavnika Međunarodne zajednice Hansu Schumacheru govorio biskup Pero Sudar, promicatelj katoličkog školstva.
Vlada RH dala je jedan manji iznos za nastavna pomagala školi 2002. godine.
Zbog ne povratka hrvatskog pučanstva u općinu Konjic te zbog odluke županijskog ministarstva prosvjete HNŽ/K o spajanju razreda osnivač je odlučio 2005. godine zatvoriti rad škole u Konjicu.